# Goroka
Goroka ist eine Stadt im Hochland von Papua-Neuguinea mit knapp 23.000 Einwohnern nach der Volkszählung im Jahr 2011. Goroka ist die siebtgrößte Stadt des Landes und Hauptstadt der Provinz Eastern Highlands.

## Geografie
Goroka liegt in etwa 1600 m Höhe und besitzt ein angenehmes, ständig frühlingsmildes Klima. Die Stadt ist eine der beiden Handelszentren des Hochlands und steht in einer gewissen Konkurrenz zu der anderen, Mount Hagen in der Provinz Western Highlands.

## Bevölkerung
Nach der Volkszählung 2011 hatte Goroka knapp 23.000 Einwohner.
|                       | Jan   | Feb   | Mär   | Apr   | Mai   | Jun  | Jul  | Aug  | Sep   | Okt   | Nov   | Dez   |   |         |
| Mittl. Tagesmax. (°C) | 26,7  | 26,5  | 26,5  | 26,9  | 26,3  | 26,1 | 25,6 | 26,0 | 26,2  | 27,0  | 27,0  | 27,5  | ⌀ | 26,5    |
| Mittl. Tagesmin. (°C) | 15,5  | 16,2  | 16,2  | 15,7  | 15,4  | 15,1 | 14,9 | 14,9 | 15,6  | 15,4  | 15,7  | 16,1  | ⌀ | 15,6    |
|                       |       |       |       |       |       |      |      |      |       |       |       |       |   |         |
| Niederschlag (mm)     | 153,4 | 214,5 | 272,2 | 175,7 | 151,9 | 43,8 | 70,4 | 49,2 | 150,1 | 132,1 | 145,4 | 163,8 | Σ | 1.722,5 |
|                       |       |       |       |       |       |      |      |      |       |       |       |       |   |         |
| Regentage (d)         | 21    | 21    | 24    | 17    | 16    | 10   | 13   | 12   | 17    | 17    | 18    | 17    | Σ | 203     |

| 15,5 |

| 16,2 |

| 16,2 |

| 15,7 |

| 15,4 |

| 15,1 |

| 14,9 |

| 14,9 |

| 15,6 |

| 15,4 |

| 15,7 |

| 16,1 |

| 15,5 |

| 16,2 |

| 16,2 |

| 15,7 |

| 15,4 |

| 15,1 |

| 14,9 |

| 14,9 |

| 15,6 |

| 15,4 |

| 15,7 |

| 16,1 |

## Kultur und Sehenswürdigkeiten
Goroka ist, wie auch Mount Hagen, Ausgangspunkt für weiter ins Hochland reisende Touristen, die meistens mit dem Flugzeug eingeflogen werden.
Beide Städte sind Austragungsorte der jährlichen Highland Shows. Das waren ursprünglich friedliche Treffen (sing-sing) von teils weit entfernten Kulturgruppen, die unter anderem dem gegenseitigen Kennenlernen dienten und zu denen die koloniale Verwaltung verschiedene ethnische Gruppen einlud, die in traditionellen Kostümen Tänze und Lieder aufführten. Die erste Highland Show, oder eigentlich Eastern Highlands Agricultural Show fand schließlich im Jahr 1956 statt. Es nahmen mehrere hundert Siedler sowie 10 000 Hochlandbewohner teil. Diese erste Show war hierbei nur eine Art Probelauf, der das Ziel der Weitergabe von Informationen bezüglich Landwirtschaft und der Förderung der Viehzucht an die Hochländer verfolgte, aber auch einheimisches Kunsthandwerk wurde ausgestellt. Die zweite Show, welche am 15. und 16. Juni 1957 stattfand, beinhaltete bereits die Aufführung indigener Tänze und Gesänge im Rahmen eines Wettbewerbs, welchen die Asaro Mudmen für sich entscheiden konnten. Diese zweite Highlands Show zog ebenfalls tausende von Besuchern an. Bald wurde der Wettbewerb der wichtigste Teil der Show, die Tänze wurden innovativer und beeindruckender. Zudem kam es zur Vermischung und dem regen Austausch von Traditionen unter den verschiedenen Gruppen. Heute ist die Show berühmt für ihre spektakulären Darstellungen von Tanz, Musik und anderen Künsten und eine beliebte Touristenattraktion, welche abwechselnd in Goroka und Mount Hagen stattfindet. Sie präsentiert zudem die kulturelle Vielfalt im Hochland Neuguineas.
Die Goroka-Show findet jedes Jahr am Wochenende vor oder nach dem Unabhängigkeitstag am 16. September statt.
Eine weitere Attraktion für die eingeflogenen Touristen sind die Asaro Mudmen und ihre Darbietungen.
2010, im Rahmen eines internationalen Künstleraustausch-Projekts des Nordelbischen Missionszentrums, Hamburg, entstand in Zusammenarbeit der Maler und Bildhauer Tomulopa Deko aus Papua-Neuguinea und Ingo Kühl aus Deutschland das großformatige Gemälde The Creation für die Universität von Goroka.

## Wirtschaft und Infrastruktur

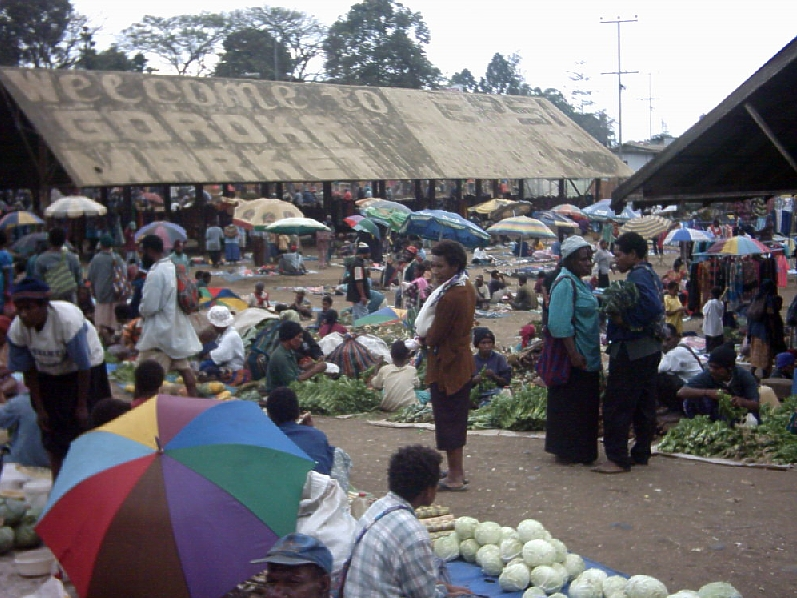
Der Markt von Goroka

Goroka hat einen Flughafen; der IATA-Code ist GKA. In der Stadt sind mehrere nationale Institutionen ansässig, unter anderem das PNG Institute of Medical Research (IMR), die National Broadcasting Commission, das Melanesian Institute und die Universität von Goroka. Auch zahlreiche Nichtregierungsorganisationen wie zum Beispiel das Christian Radio Missionary Fellowship (CRMF) sind in Goroka vertreten. Vom Flughafen aus bedient die Mission Aviation Fellowship (MAF) viele im Urwald verstreute Dörfer mit Transportdienstleistungen.

## Städtepartnerschaft
Goroka unterhält eine Städtepartnerschaft mit
- Fuzhou, Volksrepublik China (Provinz Fujian)

und designierte Städtepartnerschaften mit
- Brisbane, Australien
- Toowoomba, Australien